# Рёгнвальд Эйстейнссон
Рёгнвальд Эйстейнссон, также Рёгнвальд Мудрый (умер около 894), сын Эйстейна Грохота — согласно сагам, основатель графства Оркни. Существуют три различных источника, сообщающих об основании государства викингов на Оркнейских островах и Шетландских островах. Самый известный из них — Круг Земной Снорри Стурлусона. Кроме того, события описаны в «Истории Норвегии» и «Фрагментарных анналах Ирландии».

## Биография

### Саги
Изложение сюжета о Рёгнвальде и основании графства Оркни в сагах является наиболее известным, а также самым поздним из трёх известных, записанным в XIII веке. Саги рассказывают о соперничестве между норвежскими и шотландскими королями за Гебридские острова и остров Мэн.
Согласно «Кругу Земному», Рёгнвальд происходил из Мёре. Его отцом был Эйстейн Грохот, ярл Оппланна и Хедмарка в Норвегии. Рёнгвальд стал одним из ближайших сподвижников Харальда Прекрасноволосого в объединении норвежских земель. Харальд передал во владение Рёгнвальду области Северный Мёр, Южный Мёр и Раумсдаль. Рёгнвальд сопровождал Харальда в его походах в Шотландию и Ирландию. В одном из этих походов погиб сын Рёгнвальда Ивар. В качестве компенсации Харальд отдал Рёгнвальду Оркнейские и Шетландские острова. Рёгнвальд затем вернулся в Норвегию, передав острова своему брату Сигурду Могучему.

Тогда погиб Ивар, сын Рёгнвальда ярла Мёра. В возмещение этого Харальд конунг, вернувшись с запада, дал Рёгнвальду ярлу Оркнейские острова и Хьяльтланд, а Рёгнвальд сразу же отдал обе земли своему брату Сигурду, и тот остался на западе, когда конунг уплыл на восток.

«Круг Земной» сообщает также, что Рёгнвальд был отцом Хрольва Пешехода, ассоциируемого с Роллоном, предком нормандских герцогов. Рёгнвальд был убит сыном Харальда Хальвданом Высоконогим. В свою очередь, Хальвдан был убит сыном Рёгнвальда, Торф-Эйнаром, на острове Норт-Роналдсей, самом северном из Оркнейских островов.

### История Норвегии
«История Норвегии» (лат. Historia Norwegiæ) была написана в XII веке. Её сообщение об основании графства на Оркнейских островах содержит множество неправдоподобных деталей. Так, например, в ней впервые упоминаются пикты, изображённые как люди невысокого роста, прячущиеся от дневного света. Относительно Рёгнвальда сообщается лишь, что некий Рональд, ассоциируемый с Рёгнвальдом, отплыл из Норвегии на множестве кораблей и подчинил себе острова, которые превратил в базу для нападений на Шотландию, Англию и Ирландию. О связи Рональда с основанием графства Оркни не сообщается.

### Фрагментарные анналы Ирландии
«Фрагментарные анналы Ирландии» представляют самый древний из дошедший до нас источников о Рёгнвальде. Хотя сами анналы сохранились лишь в незавершённой копии XVII века, первоначально они предположительно были написаны в XI веке.
Анналы упоминают некоего Рёгнвальда, сына Хальвдана, короля Лохланна. Обычно считается, что имеется в виду Хальвдан Чёрный. В этом случае Рёгнвальд был братом Харальда Прекрасноволосого, что отличается от сведений, представленных в сагах (где сообщается, что имя деда Рёгнвальда было Хальвдан).
Эти события описываются параллельно с разорением королевства пиктов Фортриу, традиционно датируемое 866 годом и взятием Йорка, происшедшим в 867 году. Это делает невозможным однозначное отождествление Рёгнвальда из Анналов с Рёгнвальдом из саг, жившим много позже. События в сагах должны были происходить около 900 года.

### Графство Оркни
Согласно сагам, Рёгнвальд передал острова своему брату Сигурду. Сигурд, согласно «Саге об оркнейцах», погиб после битвы с Маэлем Бригте. Сын Сигурда Гутторм правил одну зиму и умер бездетным.
Кроме Роллона и Торф-Эйнара, у Рёгнвальда был также сын Халлад, который и унаследовал Оркнейские острова, но не смог их защитить от нападений датчан. Поэтому он отказался от титула графа и вернулся в Норвегию. Узнав об этом, Регнвальд вызвал других своих сыновей. Он сказал, что Торир должен остаться в Норвегии, а Хроллауг — отправиться в Исландию. Таким образом, никто из них не мог заняться Оркнейскими островами. Тогда младший сын, Торф-Эйнар, вызвался отправиться на острова. Рёгнвальд считал его неспособным к управлению государством, так как мать Торф-Эйнара была рабыней, но при отсутствии других претендентов разрешил ему отправиться на острова, добавив, что предпочёл бы как можно дольше его не видеть. Торф-Эйнар отправился на Оркнейские острова, победил датчан и основал династию графов Оркни, правившей островами несколько сот лет после его смерти.
Сын Рёгнвальда Хроллауг, поселившийся в Исландии, стал предком Халля с Побережья, действующего в «родовых сагах».